# Hyloniscus pugionum
Hyloniscus pugionum är en kräftdjursart som beskrevs av Karl Wilhelm Verhoeff1926. Hyloniscus pugionum ingår i släktet Hyloniscus och familjen Trichoniscidae. Inga underarter finns listade i Catalogue of Life.